# Mielnikowo (obwód leningradzki)
Mielnikowo (ros. Мельниково) – osiedle w Rosji, w obwodzie leningradzkim, w rejonie priozierskim. W 2021 liczyło 1582 mieszkańców.